# Eriophyoidea
Super-famille
Eriophyoidea est une super-famille d'acariens herbivores. 
La taxonomie de ce groupe a toujours été confuse. Il y a eu des familles créées pour quelques espèces, voire une seule espèce (Ashieldophyidae Mohanasundaram, 1984 et Pentasetacidae Shevchenko, 1991), mais ces familles ont été placées par J. W. Armine et T. A. Stasny au sein de groupes plus grands. Aujourd'hui, les trois familles suivantes sont soupçonnées d'appartenir à la super-famille des Eriophyoidea :
- Diptilomiopidae Keifer, 1944
- Eriophyidae Nalepa, 1898
- Phytoptidae Murray, 1877